# Leif Erlend Johannessen
Leif Erlend Johannessen (* 14. April 1980 in Oslo) ist ein norwegischer Schachspieler.

## Erfolge
1999 wurde er bei der norwegischen Einzelmeisterschaft Zweiter hinter Berge Østenstad. Im selben Jahr wurde er norwegischer Meister im Blitzschach. Bei der norwegischen Einzelmeisterschaft 2000 wurde er Dritter, 2001 erneut Zweiter, diesmal hinter Einar Gausel. Im Januar 2002 gewann er das OSS Großmeister-Turnier in Oslo, im April desselben Jahres das 6. United Insurance Master in Dhaka, Bangladesch. Im Januar 2004 gewann er den Excelsior Cup in Göteborg, im August des Jahres wurde er geteilter Erster beim Politiken Cup in Taastrup. 2005 belegte er den dritten Platz bei der norwegischen Einzelmeisterschaft. Leif Erlend Johannessen nahm am Schach-Weltpokal 2013 in Tromsø teil, scheiterte aber bereits in der ersten Runde an Péter Lékó.
Für die norwegische Nationalmannschaft spielte er 1995 bei der U16-Schacholympiade auf den Kanarischen Inseln am ersten Brett. Bei der Mannschaftseuropameisterschaft 2005 in Göteborg spielte er am ersten Brett mit einer Elo-Leistung von 2647. Er nahm an sechs Schacholympiaden teil: 2000, 2002, 2004, 2006, 2008 und 2014. Bei der Schacholympiade 2010 trainierte er die norwegische Frauennationalmannschaft. Außerdem nahm Johannessen an den Mannschaftseuropameisterschaften 2005, 2009 und 2011 teil.
Vereinsschach spielt er in Norwegen bei der Oslo Schakselskap, deren Vizepräsident er ist. Mit dieser wurde er 2007, 2008, 2010, 2011, 2012, 2014 und 2015 norwegischer Mannschaftsmeister und nahm zwischen 2004 und 2015 achtmal am European Club Cup teil. In der deutschen Schachbundesliga spielte er von 2002 bis 2013 für den SV Wattenscheid. In der britischen 4NCL spielte er von 2004 bis 2006 in der Mannschaft Betsson.com. Er spielte auch schon in der isländischen Mannschaftsmeisterschaft. In Portugal spielt er für Mata de Benfica aus Lissabon. In der schwedischen Elitserien spielte er zuletzt in der Saison 2004/05, und zwar für die Lunds ASK. In der niederländischen Meesterklasse spielte Johanessen in der Saison 2018/19 für Zuid-Limburg.
1999 wurde er Internationaler Meister, seit 2002 trägt er den Großmeister-Titel. Die erste Norm hierfür erreichte er in Oslo, die zweite im Southampton Parish auf den Bermuda-Inseln und die dritte beim Siegeman-Turnier in Malmö. Im Februar 2015 liegt er auf dem vierten Platz der norwegischen Elo-Rangliste.

## Neuerung
|   | a | b | c | d | e | f | g | h |   |
| 8 |   |   |   |   |   |   |   |   | 8 |
| 7 |   |   |   |   |   |   |   |   | 7 |
| 6 |   |   |   |   |   |   |   |   | 6 |
| 5 |   |   |   |   |   |   |   |   | 5 |
| 4 |   |   |   |   |   |   |   |   | 4 |
| 3 |   |   |   |   |   |   |   |   | 3 |
| 2 |   |   |   |   |   |   |   |   | 2 |
| 1 |   |   |   |   |   |   |   |   | 1 |
|   | a | b | c | d | e | f | g | h |   |

Stellung nach 18. Sc3–b5
Gegen Alexei Schirow spielte Johannessen am 13. November 2004 in der Schachbundesliga in der Karlsbader Variante der Slawischen Verteidigung 1. d2–d4 d7–d5 2. c2–c4 c7–c6 3. Sg1–f3 Sg8–f6 4. Sb1–c3 d5xc4 5. a2–a4 Lc8–f5 6. Sf3–e5 Sb8–d7 7. Se5xc4 Dd8–c7 nach den bekannten Zügen 8. g2–g3 e7–e5 9. d4xe5 Sd7xe5 10. Lc1–f4 Sf6–d7 11. Lf1–g2 g7–g5 12. Sc4–e3 g5xf4 13. Se3xf5 0–0–0 14. Dd1–c2 Sd7–c5 15. 0–0 Sc5–e6 16. Dc2–e4 f4xg3 17. h2xg3 a7–a5 den neuen Zug 18. Sc3–b5N!!, von dem er erfahren hatte, dass Peter Heine Nielsen ihn zum Gewinn analysiert hatte. Im Informator Nr. 92 wurde Johannessens Zug als beste Neuerung ausgezeichnet.
Der Vater der Neuerung 18. Sb5 ist Peter Heine Nielsen, der ihn vorher gemeinsam mit Jan Gustafsson gefunden und analysiert hatte. Nielsen zeigte den Zug seinem damaligen Schüler Magnus Carlsen, welcher ihn wiederum an seinen Kollegen in der norwegischen Nationalmannschaft, Leif Erlend Johannessen, weitergab.

## Privates
Von Beruf ist Johannessen Rechtsanwalt. Er ist verheiratet.
Für das Norsk Sjakkblad, das offizielle Organ des Norwegischen Schachverbandes, schreibt er eine Kolumne namens Leffis lille lure. Gemeinsam mit dem norwegischen Schachspieler Sverre Johnsen (* 1964) schrieb er ein Buch über die Saizew-Variante in der Spanischen Partie.

## Veröffentlichungen
- (mit Sverre Johnsen): The Ruy Lopez: A Guide for Black. Gambit Publications, London 2007, ISBN 1-904600-67-0.